# Premios Nacionales (Argentina)
Los Premios Nacionales son los máximos galardones que otorga anualmente la Secretaría de Cultura de Argentina. Las categorías de los Premios Nacionales son cuatro: Letras, Artes escénicas, Ensayo y Música. A su vez, cada una de ellas, se desdobla en el mismo número de especialidades rotativas. Los Premios Nacionales son un estímulo material y un reconocimiento para los autores, investigadores y compositores. 

## Historia
Creados en 1913, fueron considerados “una institución dentro de la institución” ya que se instituyeron por ley nacional antes de haberse creado la Comisión Nacional de Cultura, que comenzó a funcionar en 1935. Recién entonces, el régimen de Premios Nacionales se convirtió en uno de los pilares de la política cultural puesta en práctica a partir de ese momento.  
Los premios no se otorgaron entre el año 2000 y el 2010. No obstante, en 2005 se entregaron los Premios Nacionales que aún se adeudaban para las obras publicadas entre los años 1994 y 1999. En 2013 se publicó una resolución obligando a realizar su convocatoria a partir del 1 de septiembre de cada año.  
Tras el cambio de gobierno después de las elecciones presidenciales de 2015, la secretaría de Cultura de la Nación, liderada en ese momento por Pablo Avelluto, puso bajo observación los Premios Nacionales.En 2018 se abrieron nuevamente las convocatorias. La edición de 2018 contó con la particularidad de hacer tres entregas juntas, la correspondiente a ese año y la de los años pendientes: 2016 y 2017.

## Premio Nacional de Letras
| Año  | Categoría           | 1º premio                                                        | 2º premio                                   | 3º premio                                                           |
| ---- | ------------------- | ---------------------------------------------------------------- | ------------------------------------------- | ------------------------------------------------------------------- |
| 2011 | Poesía              | Diana Bellesi por Tener lo que se tiene                          | Arturo Carrera por Las cuatro estaciones    | Hugo Gola Massola por Retomas                                       |
| 2012 | Literatura infantil | Pablo De Santis por El juego del laberinto                       | Verónica Sukaczer por Hay que ser animal    | Ruth Kaufman por Nadie les discute el trono                         |
| 2013 | Novela              | Perla Suez por Humo rojo                                         | Jorge Consiglio por Pequeñas intenciones    | Oliverio Coelho por Un hombre llamado Lobo                          |
| 2014 | Cuento y relato     | Ana María Shua por Fenómenos de circo                            | Sergio Gabriel Chejfec por Modo linterna    | Elvio E. Gandolfo por Cada vez más cerca                            |
| 2015 | Poesía              | Jorge Aulicino por Libro del engaño y del desengaño              | Jorge Leónidas Escudero por Atisbos         | Hugo Padeletti por Osaturas: 1969-2008                              |
| 2016 | No se realizó       | No se realizó                                                    | No se realizó                               | No se realizó                                                       |
| 2017 | No se realizó       | No se realizó                                                    | No se realizó                               | No se realizó                                                       |
| 2018 | Literatura infantil | Edelberto Sergio Aguirre por La señora Pinkerton ha desaparecido | Juan Manuel Lima por Botánica poética       | Nelvy Elizabeth Bustamante por Adentro de este dedal hay una ciudad |
| 2018 | Novela              | Daniel Guebel por El absoluto                                    | Gustavo Ferreyra por La familia             | Claudia Piñeiro por Un comunista en calzoncillos.                   |
| 2018 | Cuento y relato     | Liliana Mabel Heker por Cuentos reunidos                         | Marcelo Cohen de Levis por Relatos reunidos | Mariana Enríquez por Las cosas que perdimos en el fuego             |
| 2019 | Poesía              | Susana Villalba por La bestia ser                                | Silvio Mattoni por Tanatocresis             | Bárbara Belloc por Canódromo                                        |
| 2020 | Literatura infantil | Martín Blasco por En la senda del contrario                      | María Sofía Wenicke por Contracorriente     | Melina Pogorelsky por Si te morís, te mato                          |
| 2021 | Novela              | Jorge Accame por Contrafrente                                    | Luis Sagasti por Una ofrenda musical        | Mariana Docampo por V                                               |
| 2022 | Cuento y relato     | Sergio Bizzio por La conquista, Iris y Construcción              | Santiago Craig por Animales                 | Luisa Valenzuela por El chiste de Dios                              |

## Premio Nacional de Artes Escénicas

### 1913-2000
| Año  | Autor                                  | Obra                                         |
| ---- | -------------------------------------- | -------------------------------------------- |
| 1936 | Arturo Cerretani                       | La mujer de un hombre                        |
| 1937 | Camilo Darthés y Carlos Santiago Damel | Los chicos crecen                            |
| 1938 | Alberto Vacarezza                      | San Antonio de los cobres                    |
| 1941 | Ivo Pelay                              | Burro de carga (drama)                       |
| 1941 | Conrado Nalé Roxlo                     | La cola de la sirena (comedia)               |
| 1945 | Camilo Darthés y Carlos Santiago Damel | Amparo                                       |
| 1946 | Juan Oscar Ponferrada                  | El trigo es de Dios                          |
| 1946 | Rafael Insausti                        |                                              |
| 1951 | Alejandro Berrutti                     | La nueva fuerza                              |
| 1952 | Leopoldo Marechal                      | Antígona Vélez                               |
| 1953 | Atilio Arnaldo Betti                   |                                              |
| 1957 | Samuel Eichelbaum                      | Dos brasas (drama)                           |
| 1957 | Conrado Nalé Roxlo                     | Judith y las rosas (comedia)                 |
| 1961 | Atilio Arnaldo Betti                   | Fundación del desengaño                      |
| 1965 | Roberto Cossa                          | Nuestro fin de semana                        |
| 1967 | Carlos Gorostiza                       | Los prójimos                                 |
| 1972 | Olga Orozco                            | Y el humo de tu incendio está subiendo       |
| 1983 | Eduardo Rovner                         | Concierto de aniversario                     |
| 1992 | Rafael Spregelburd                     | Destino de dos cosas o de tres               |
| 1993 | Griselda Gambaro                       | La casa sin sosiego                          |
| 1998 | Mauricio Kartún                        | Desde la lona                                |
| 2000 | Daniel Veronese                        |                                              |
| 2005 | Federico León                          | Mil quinientos metros sobre el nivel de Jack |

### Desde 2011
| Año  | Categoría                       | 1º premio | 2º premio | 3º premio |
| ---- | ------------------------------- | --- | --- | --- |
| 2012 | Teatro musical e infantil       | Florencia Steinhardt, Javier Estrin y Marina Sauber por la obra Caracachumba a la carta.                     | Gastón Marioni y Tato Finocchi por el musical Tanguito mío, un musical bien guapito.                                                           | Nicolás Manasseri por la obra musical para niños Hora libre, rock en la escuela.                                |
| 2013 | Guion literario cinematográfico | Gaspar Scheuer y Fernando Alfonso Regueira por Samurái                                                       | Ulises Rosell por El etnógrafo | José Campusano por Vil romance                                                                                  |
| 2014 | Guion de radio y televisión     | Jéssica Valls y Victoria Crespo por Bienvenido Brian                                                         | Daniel Alvarenga y Mariano Randazzopor Especiales Del Plata 30 años de democracia                                                              | Pedro Patzer por Salamancas y caminos                                                                           |
| 2015 | Texto dramático                 | Eduardo “Tato” Pavlovsky por Asuntos pendientes                                                              | Ricardo Bartis por La máquina idiota | Javier Daulte por Personitas                                                                                    |
| 2016 | No se realizó                   | No se realizó                                                                                                | No se realizó | No se realizó                                                                                                   |
| 2017 | No se realizó                   | No se realizó                                                                                                | No se realizó | No se realizó                                                                                                   |
| 2018 | Teatro musical e infantil       | Beatriz Gambarte, Diego Via y Bernardo Carey por Manzi, la vida en orsai                                     | Juan Schapira e Ignacio Olivera por Caso de éxito                                                                                              | Cristian Palacios por WC. Las olorosas aventuras de William Calderon                                            |
| 2018 | Guion literario cinematográfico | Martín Rejtman por Dos disparos                                                                              | Lucía Puenzo por Wakolda | Celina Murga y Gabriel Medina por La tercera orilla”.                                                           |
| 2018 | Guion para televisión y radio   | Esteban Landau por Aguas adentro                                                                             | Paula Manzone Patanian, Camilo de Cabo, Nicanor Oliverio Loreti, Bruno Luciani, Martín Mendez, Nicolás Britos y Leonardo Oyola por Nafta super | Gustavo Dejtiar, Christian Remoli y Ariel Scher por 1986. La historia detrás de la copa                         |
| 2019 | Texto dramático                 | Susana Torres Molina por Ya vas a ver                                                                        | César Brie por Orfeo y Eurídice | Paco Giménez por Pintó Sodoma (escándalo de un mundo equivocado)                                                |
| 2020 | Teatro musical e infantil       | Axel Kryegier, Eleonora Comelli, Johanna Anouk Wilhelm y Marisol Misenta por El hombre que perdió su sombra. | Marcelo Caballero y Martín Goldberg por Lo quiero ya                                                                                           | Marianela Portillo, Carla Crespo, Guillermina Etkin Blanco y María Granillo por Sr. Woman en Lady Ray Van Ring. |
| 2021 | Guion literario cinematográfico | Santiago Loza por Breve historia del planeta verde                                                           | Gustavo Fontán y Gloria Peirano por La deuda                                                                                                   | Nancy Quiroga por Imilla                                                                                        |
| 2022 | Guion para televisión y radio   | Desierto | Desierto | Desierto |

## Premio Nacional de Música
| Año  | Categoría              | 1º premio                                                                               | 2º premio                                           | 3º premio                                                                                      |
| ---- | ---------------------- | --------------------------------------------------------------------------------------- | --------------------------------------------------- | ---------------------------------------------------------------------------------------------- |
| 2012 | Melódica y jazz        | Alicia Várady por su obra Canciones para los niños del nuevo mundo                      | Walter Malosetti por Blues for Joe                  | Miguel Ángel Palma por Secretos                                                                |
| 2013 | Rock y pop             | Diego Frenkel por El poniente                                                           | Julián Venegas por Alamos de noche                  | Sandra Corizzo por Momento sexto sentido                                                       |
| 2014 | Sinfónica y de cámara  | Luis Mucillo por Mabinogion. Suite para Orquesta (según antiguas leyendas galesas)      | Diego Tedesco por Quinteto con percusión            | Diego Gardiner por Insomnio                                                                    |
| 2015 | Folclore y Tango       | Carlos Moscardini por Suburbio                                                          | Juan Quintero por Hermanos                          | Lisandro Baum por De Madera                                                                    |
| 2016 | No se realizó          | No se realizó                                                                           | No se realizó                                       | No se realizó                                                                                  |
| 2017 | No se realizó          | No se realizó                                                                           | No se realizó                                       | No se realizó                                                                                  |
| 2018 | Melódica y jazz        | Cecilia Zabala por Milton                                                               | Lucas Nikotian y Sebastián Macchi Bargagna          | Mariano P. Ruggieri por Simple                                                                 |
| 2018 | Rock y Pop             | Silvia Arama por Noctilucas                                                             | María Leone por Abrazar tu corazón                  | Juan Fernández Bussy, Federico Ghazarossian y Luciano Esain por Remolino (Acorazado Potemkin). |
|      | Sinfónica y de cámara  | Alex Nante por La peregrination vers l'ovest                                            | Jorge Horst por Al plexo trópico para orquesta      | Eduardo Franciosi por Las aguas para órgano, percusión y orquesta                              |
| 2019 | Folclore y Tango       | Alejandro Simonovich por Gran Concierto para Orquesta de Charangos y Orquesta Sinfónica |                                                     | Lucas Monzón por Pensando en vos, Encuentros y Tarde dorada                                    |
| 2020 | Jazz y melódica        | Carlos Aguirre por Calma (Carlos Aguirre Trío).                                         | Carlos Casazza por La sombra del sauce transparente | Marina Ruiz por Azul final                                                                     |
| 2021 | Rock y pop             | Leonardo Montalto por El hombre elefante                                                | Gonzalo Aloras por Digital                          | Bárbara Recanati, Juan Manuel Segovia y Tomás Molina Lera por Ubicación en tiempo real         |
| 2022 | Sinfónica y de cámaras | Jorge Manuel Horst por Criba                                                            | Marcelo Ajubita por Mejor pregúntale a Burroughs    | Alejandro Iglesias Rossi por Harawi Ritual (sobre una antigua plegaria quechua)                |

## Premio Nacional de Ensayo

### 1913-2000
| Año  | Autor              | Obra |
| ---- | ------------------ | --- |
| 1923 | Ricardo Rojas      | La literatura argentina. Ensayo filosófico sobre la evolución de la cultura en el Plata                                                      |
| 1937 | Arturo Marasso     | Rubén Darío y su creación poética |
| 1943 | José Torre Revello | El libro, la imprenta y el periodismo en América durante la dominación española y Origen de la imprenta en España y su desarrollo en América |
| 1945 | Osvaldo Derisi     | |
| 1949 | Federico Mertens   | Confidencias de un hombre de teatro |
| 1955 | Juan Carlos Ghiano | |
| 1975 | Gregorio Weinberg  | Mariano Fragueiro, pensador olvidado |
| 1992 | Santiago Kovadloff | |
| 1998 | Horacio Salas      | El Centenario |

### Desde 2011
| Año  | Categoría     | 1º premio | 2º premio | 3º premio |
| ---- | ------------- | --- | --- | --- |
| 2012 | Pedagógico    | Sandra Carli por La memoria de la infancia. Estudios sobre historia, cultura y sociedad                                      | Valeria Sardi por Políticas y prácticas de lectura. El caso Corazón de Edmundo De Amicis                                              | Carlos Skliar por Lo dicho, lo escrito, lo ignorado. Ensayos mínimos entre educación, filosofía y literatura                               |
| 2012 | Filosófico    | Ricardo Maliandi por Ética convergente. Fenomenología de la conflictividad.                                                  | Ricardo Forster por La muerte del héroe. Itinerarios críticos.                                                                        | Alejandra González por Simeone Weil y Étienne de la Boétie. Ensayos sobre el deseo de libertad y la voluntad de servidumbre.               |
| 2013 | Histórico     | Ezequiel Adamovsky por Historia de la clase media argentina                                                                  | Guillermo Wilde por Religión y poder en la misiones de guaraníes                                                                      | Jorge Gelman por Rosas bajo fuego: los franceses, Lavalle y la rebelión de los estancieros                                                 |
| 2013 | Sociológico   | Perla Sneh por Palabras para decirlo                                                                                         | Alejandro Horowicz por Las dictaduras argentinas. Historia de una frustración nacional                                                | Christian Ferrer por El entramado. El apuntalamiento técnico del mundo                                                                     |
| 2014 | Antropológico | Sabina Frederic por Las trampas del pasado: las fuerzas armadas y su integración al Estado democrático en Argentina          | Julieta Quirós por El porqué de los que van: peronistas y piqueteros en el Gran Buenos Aires (una antropología de la política vivida) | Carlos Salamanca por Alecrín, cartografías para territorios en emergencia                                                                  |
| 2014 | Artístico     | José Emilio Burucúa por El mito de Ulises en el mundo moderno                                                                | Fermín Adrián Rodríguez por Un desierto para la Nación. La escritura del vacío                                                        | David Oubiña por El silencio y sus bordes. Modos de lo extremo en la literatura y el cine                                                  |
| 2015 | Político      | Pilar Calveiro por Violencias de Estado: la guerra antiterrorista y la guerra contra el crimen como medios de control global | Mario Rapoport por Bolchevique de salón                                                                                               | Roberto Gargarella por La sala de máquinas de la constitución. Dos siglos de constitucionalismo en América Latina                          |
| 2015 | Psicológico   | Omar Acha por Crónica sentimental de la Argentina peronista: sexo, inconsciente e ideología                                  | Fabián Schejtman por Sinthome, ensayos de clínica psicoanalítica nodal                                                                | Marcelo Percia por Inconformidad. Arte Política Psicoanálisis                                                                              |
| 2016 | No se realizó | No se realizó | No se realizó | No se realizó |
| 2017 | No se realizó | No se realizó | No se realizó | No se realizó |
| 2018 | Sociológico   | Maristella Svampa por Debates latinoamericanos. Indianismo, desarrollo, dependencia y populismo                              | Pablo Alabarces por Héroes, machos y patriotas. El fútbol entre la violencia y los medios                                             | Vicente Palermo por La alegrías y la pasión. Relatos brasileños y argentinos en perspectiva comparada                                      |
| 2018 | Histórico     | Noemí Goldman y Mariano Moreno por De reformista a insurgente                                                                | Marcela Ternavasio por Candidata a la corona. La infanta Carlota Joaquina en el laberinto de las revoluciones hispanoamericanas       | Horacio Tarcus por El socialismo romántico en el Río de la Plata. 1837-1852                                                                |
| 2018 | Antropológico | Gustavo Blázquez por ¡Bailaló! Género, raza y erotismo en el cuarteto cordobés                                               | Diego Escolar por Gendarmería. Los límites de la obediencia                                                                           | Álvaro Fernández Bravo por El museo vacío: acumulación primitiva, patrimonio cultural e identidades colectivas Argentina-Brasil: 1880-1945 |
| 2018 | Artístico     | Perla Zayas por El teatro en el primer peronismo (1943-1955)                                                                 | Marina Cañardo por Fábricas de músicas. Comienzos de la industria discográfica en Argentina (1919-1930)                               | Verónica Tell por El lado visible. Fotografía y progreso en la Argentina a fines del siglo XIX                                             |
| 2018 | Filosófico    | Juan José Sebreli por El malestar de la política                                                                             | García Bazán por La biblioteca agnóstica de Nag Hammadi y los orígenes cristianos                                                     | Desierto |
| 2018 | Pedagógico    | Desierto | Desierto | Desierto |
| 2019 | Político      | Claudia Hilb por Abismos de la Modernidad. Reflexiones en torno a Hannah Arendt, Claude Lefort y Leo Strauss                 | Roberto Gargarella por Castigar al prójimo. Por una refundación democrática del derecho penal                                         | Martín Bergel por El oriente desplazado. Los intelectuales y los orígenes del tercermundismo en la Argentina                               |
| 2019 | Psicológico   | Luis C. Sanfelippo por Trauma. Un estudio histórico en torno a Sigmund Freud                                                 | Hugo Vezzetti por Psiquiatría, psicoanálisis y cultura comunista. Batallas ideológicas en la guerra fría                              | Julieta De Battista por El deseo en las psicosis                                                                                           |
| 2020 | Filosófico    | Mónica Cragnolini por Extraños animales. Filosofía y animalidad en el pensar contemporáneo.                                  | Hernán Borisonik por Soporte. El uso del dinero como material en las artes visuales                                                   | Ariel Gurevich por La vida digital - Intersubjetividad en tiempos de plataformas sociales                                                  |
| 2021 | Histórico     | Darío Barriera por Historia y justicia. Cultura, política y sociedad en el Río de la Plata (Siglos XVI-XIX)                  | Juan Manuel Palacio por La justicia peronista. La construcción de un nuevo orden legal en la Argentina                                | Ana Agüero por Local/nacional. Una historia cultural de Córdoba en el contacto con Buenos Aires (1880-1918)                                |
| 2021 | Sociológico   | Gonzalo Assusa por El mito de la patria choriplanera: una sociología de la cultura del trabajo en la Argentina contemporánea | Paula Bianchi por Cuerpos marcados: prostitución, literatura y derecho                                                                | Elías Levy por La caída: de la ilusión al derrumbe de Cambiemos                                                                            |
| 2022 | Antropológico | Desierto | Desierto | Desierto |
| 2022 | Artístico     | Beatriz Trastoy por La escena posdramática. Ensayos sobre la autorreferencialidad                                            | Rubén Ríos por La era del kitsch | Laura Wittner por Se vive y se traduce |

## Premio Nacional de Poesía
- Baldomero Fernández Moreno, en 1923 por Aldea española, y en 1929 por Sonetos.
- Leopoldo Marechal, en 1940 por Sonetos a Sophía y El centauro.
- Juan Solano Luis, en 1942.
- Francisco Luis Bernárdez, en 1944 por Poemas elementales y Poemas de carne y hueso.
- Pedro Miguel Obligado, en 1947 por Melancolía.
- Alberto Franco, en 1949 por El búho y Libro de la rosa y el delfín.
- Horacio Rega Molina, en 1951 por Sonetos de mi sangre.
- Vicente Barbieri, en 1957 por El bailarín.
- Ricardo Molinari, en 1958 por Unida noche.
- Silvina Ocampo, en 1962 por Lo amargo por dulce.
- Alberto Girri, en 1967 por Envíos.[29]
- Horacio Salas, en 1969.
- Manuel J. Castilla, en 1972 y 1975; y Jorge Vocos Lescano, también en 1975.
- Gustavo García Saraví, en 1977.
- Enrique Molina, en 1980 por Los últimos soles.
- Horacio Armani, en 1983.
- Rafael Felipe Oteriño, en 1985 y 1988; y Olga Orozco, también en 1988.
- Joaquín Giannuzzi, en 1992 por Cabeza final.
- Juan Gelman, en 1997 por Salario del impío y De palabra.[30]
- Francisco Madariaga, en 2005 por Aroma de apariciones, País garza real y Criollo del universo.[3]